# Chirita laifengensis
Chirita laifengensis är en tvåhjärtbladig växtart som beskrevs av Wen Tsai Wang. Chirita laifengensis ingår i släktet Chirita och familjen Gesneriaceae. Inga underarter finns listade i Catalogue of Life.